# Marks voetbalkampioenschap 1902/03 (Brandenburg)
In 1902/03 werd het tweede Marks voetbalkampioenschap gespeeld, dat georganiseerd werd door de Markse voetbalbond. De competitie werd opgedeeld in vier reeksen waarvan enkel nog de vier groepswinnaars bekend zijn, die elkaar bekampten in een eindronde.
Vorwärts Berlin werd kampioen. 

## Eindstand
| Plaats | Club                        | Wed. | W | G | V | Saldo | Ptn |
| ------ | --------------------------- | ---- | - | - | - | ----- | --- |
| 1.     | Berliner FC Vorwärts 1890   | 3    | 3 | 0 | 0 | 9:1   | 6:0 |
| 2.     | BFC Norden-West             | 3    | 2 | 0 | 1 | 12:8  | 4:2 |
| 3.     | Rixdorfer FC Belle Alliance | 3    | 1 | 0 | 2 | 3:4   | 2:4 |
| 4.     | Spandauer BTuFC Triton      | 3    | 0 | 0 | 3 | 4:15  | 0:6 |

|  | Kampioen |